# James Hedley
James Hedley (1 september 2003) is een Brits autocoureur. In 2019 won hij de titel in het Ginetta Junior Championship.

## Carrière

### Karting
Hedley begon zijn autosportcarrière in het karting op elfjarige leeftijd. In 2016 won hij de titel in het paaskampioenschap van de Honda Cadet London.

### Ginetta Junior Championship
In 2017 maakte Hedley zijn debuut in de laatste twee raceweekenden van het Ginetta Junior Championship, waarin hij voor Elite Motorsport reed. Een zesde plaats in de seizoensfinale op Brands Hatch was zijn beste resultaat. In 2018 reed hij een volledig seizoen in de klasse en behaalde hij twee podiumplaatsen op het Thruxton Circuit en Silverstone. Met 356 punten werd hij achtste in de eindstand.
In 2019 bleef Hedley actief in het Ginetta Junior Championship. Hij won zeven races: twee op Donington Park, Thruxton en het Knockhill Racing Circuit en een op Brands Hatch. Daarnaast stond hij in elf andere races op het podium. Met 680 punten werd hij gekroond tot kampioen in de klasse.

### Formule 4
In 2020 stapte Hedley over naar het formuleracing en maakte hij zijn Formule 4-debuut in het Brits Formule 4-kampioenschap, waarin hij voor JHR Developments uitkwam. Hij won in het tweede raceweekend op Brands Hatch zijn eerste race, voordat hij later in het seizoen in alle drie de races op Thruxton zegevierde. Ook stond hij op het Oulton Park Circuit, Silverstone en het Snetterton Motor Racing Circuit op het podium. Met 249 punten werd hij vijfde in het eindklassement.
In 2021 bleef Hedley actief in de Britse Formule 4, maar stapte hij over naar Fortec Motorsport. In de eerste helft van het seizoen won hij vier races: twee op Thruxton en een op zowel Brands Hatch als Oulton. Na vijf van de tien raceweekenden verliet hij Fortec en maakte hij het seizoen af bij Carlin, waar hij geen zeges meer behaalde. Naast zijn vier overwinningen stond hij nog vier keer op het podium. Met 226 punten werd hij wederom vijfde in het kampioenschap.

### GB3
Eind 2021 maakte Hedley zijn debuut in het GB3 Championship in de seizoensfinale op Donington Park bij Elite Motorsport, waarin een tiende plaats zijn beste resultaat was. In 2022 reed hij een volledig seizoen in de klasse. In de eerste helft van het jaar bleef hij actief bij Elite en stond hij op Snetterton eenmaal op het podium. Vervolgens maakte hij de overstap naar JHR. Met 156 punten werd hij zeventiende in de eindstand.
In 2023 maakte Hedley binnen de GB3 de overstap naar het team Arden VRD. Hij behaalde twee zeges op Oulton en Snetterton en behaalde op het laatstgenoemde circuit nog een podiumplaats. Hij eindigde het jaar als zesde met 347 punten.
In 2024 zou Hedley de overstap maken naar het Formula Regional European Championship voor Monolite Racing, maar het team maakte voorafgaand aan het seizoen bekend om deze klasse te verlaten. In plaats hiervan nam hij deel aan de eerste twee raceweekenden van de GB3 bij VRD by Arden als vervanger van Nikita Johnson, die nog niet de minimumleeftijd van zestien jaar had bereikt om mee te mogen doen. Een zevende plaats op Silverstone was in deze races zijn beste resultaat. In het restant van het seizoen viel hij ook in bij Rodin, voor wie hij op het Circuit Zandvoort tweemaal op het podium stond, en Chris Dittmann Racing. Met 151 punten werd hij vijftiende in het eindklassement.

### Formule 3
In 2024 maakte Hedley zijn debuut in het FIA Formule 3-kampioenschap bij Jenzer Motorsport op het Circuit de Monaco als vervanger van Matías Zagazeta, die vanwege een blindedarmontsteking niet in actie kon komen. Hij eindigde de races op de posities 20 en 22.
In 2025 rijdt Hedley vanaf het derde raceweekend op het Autodromo Internazionale Enzo e Dino Ferrari voor het team AIX Racing als vervanger van de vertrokken Javier Sagrera.

### Formule Regional
Begin 2025 reed Hedley in twee raceweekenden van het Formula Regional European Championship voor de combinatie AKCEL GP / PHM Racing. Twee dertiende plaatsen op het Dubai Autodrome en het Yas Marina Circuit waren zijn beste race-uitslagen.